# Heinrich Julius Tode
Heinrich Julius Tode (* 31 de maig de 1733 a Zollenspieker, † 30 de desembre de 1797 a Schwerin) va ser un micòleg i teòleg alemany.
El 1755 va iniciar els seus estudis a l'Akademischen Gymnasium d'Hamburg.
Del 1757 al 1761 estudià teologia a Göttingen.

## Obres
- Elegies. Göttingen, Bossiegel 1762
- Cançons cristianes. Hamburg / Lüneburg 1771
- Dömitz Schwerin 1777.
- Set cançons. In: Ludwigsluster Hymnbook,
- Fungi Mecklenburgenses Selecti. Fasc. 1. Nova Fungorum Genera Complectens. I-viii, 1-50, panels 1-7. Lüneburg, 1790
- Fungi Mecklenburgenses Selecti. Fasc. 2. Generum Novorum Appendicem et Sphaeriarum Acaulium *Subordines iii Priores Complectens. I-viii, 1-67, panels 8-17. Lüneburg 1791.
- Fungi Mecklenburgenses Selecti 2: i-viii, 1-67, plates 8-17. Lüneburg 1791 (JFG Lemke)
- Nativity (Cantata). (1774)
- La resurecció de Crist. (1777)

1. ↑  Es poden consultar els tàxons descrits per aquest autor a International Plant Names Index (anglès)